# TV Morada do Sol (1979-1994)
TV Morada do Sol foi uma emissora de televisão brasileira sediada em Araraquara, no estado de São Paulo. Operava no canal 9 VHF digital e era afiliada à Rede Manchete. Possuí o mesmo nome da emissora fundada por Roberto Montoro em 1979 na cidade paulista, que foi extinta em 1994 dando lugar à Rede Mulher.

## História

### Antecedentes
Antes de inaugurar a TV Morada do Sol, Roberto Montoro, o fundador e proprietário da emissora, foi para o Rio de Janeiro trabalhar na TV Rio como diretor comercial em 1958. Em 1963, Montoro e Walter Clark foram contratados pela TV Paulista. Roberto Montoro assumiu as direções geral e comercial das emissoras, além da direção das rádios Nacional do Rio de Janeiro e Excelsior de São Paulo. Passou cinco anos no comando dessas empresas de rádio e TV das Organizações Globo.
Pediu demissão em 1968, explicando para Roberto Marinho, presidente das Organizações Globo, que a TV Globo já estava estruturada e que era seu momento de montar um negócio próprio. Dentre investimentos em emissoras de rádio, surgiu então a licitação para o canal 9 de Araraquara, onde Montoro foi o único a disputar a concessão do canal. Conforme informações da revista Veja do dia 18 de agosto de 1982, Roberto disse ter sido considerado louco por investir em uma emissora no interior de São Paulo.

### Canal 9 (1979-1994)
O canal 9 de Araraquara foi o primeiro canal de televisão da cidade e um dos primeiros do interior de São Paulo. Sobre o prefixo ZYB 858, a TV Morada do Sol teve a maior parte de sua trajetória como emissora independente, sem afiliação a alguma grande rede. Tinha grande quantidade de programas locais de diversos segmentos, como telejornais (Câmera 9), programas femininos (Boa Tarde), infantis (Cantinho do Sol), musicais/sertanejos (Entardecer no Sertão), dentre outros.
A emissora foi afiliada as redes Bandeirantes e Manchete, sendo substituída respectivamente pelas TVs Clube e TV Thathi, ambas de Ribeirão Preto, sendo esta ultima extinta, dando lugar à Rede Família.
Com a concessão de uma retransmissora na capital paulista, a TV Morada do Sol chegou a ser exibida em São Paulo. Essa mesma retransmissora provavelmente motivou a extinção da emissora e a criação de uma rede. Com a troca para Rede Mulher, o foco local da emissora foi trocado por uma abordagem de canal segmentado voltado para o público feminino. Logo depois, em 1999, a Rede Mulher foi adquirida pela Igreja Universal do Reino de Deus e em 2007, a emissora acaba mudando o nome para Record News e passa a ser a geradora da mesma no estado.

### Canal 55 (desde 2015)
No dia 29 de agosto de 2015, os ministros Edinho Silva, então presidente da Secretaria de Comunicação Social, e Ricardo Berzoini, então presidente do Ministério das Comunicações participaram da assinatura oficial de lançamento da TV Morada do Sol, em Araraquara. O evento contou com a presença de diversos profissionais da comunicação e autoridades políticas de Araraquara e região.
Após a assinatura oficial de lançamento, teve início uma palestra com o ministro Ricardo Berzoini, que falou sobre a mudança do sinal analógico para o digital, radiodifusão e a importância da TV educativa para a disseminação de conteúdo de qualidade.
A nova emissora, agora de caráter educativo, pertence à Fundação Raphael Montoro e retransmite a programação da TV Brasil através do canal 55 UHF para as cidades Araraquara e Américo Brasiliense. A produção de conteúdo será feita em parceria com o Centro Universitário de Araraquara, a Uniara.